# Рита Хејворт
Рита Хејворт (енгл. Rita Hayworth; Бруклин, 17. октобар 1918 — Њујорк, 14. мај 1987) је била америчка глумица. Најпознатија је по улози у филму Гилда.

## Детињство и почеци
Хејворт је рођена у Бруклину, Њујорк као Маргарита Кармен Кансино, ћерка шпанског плесача Едуарда Кансина Старијег и Волге Хејворт, плесачице ирског и енглеског порекла. Пар се венчао 1917. године и добили су после Маргарите и синове Едуарда Млађег и Вернона.
Ритин отац се надао да ће она постати професионална плесачица док се њена мајка надала да ће постати глумица. Њен деда,Антонио Кансино, је био један од најбољих представника традиционалног шпанског плеса - болера. Његова плесна школа у Мадриду је била светски позната. Рита се сећала "Кад сам напунила три и по године, чим сам могла да стојим сама на ногама даване су ми лекције из плеса“."Нисам их нарочито волела, али нисам имала храбрости да то кажем оцу, тако да сам почела са часовима плеса“."Пробе, пробе и пробе, то је било моје детињство". Она је похађала часове плеса сваког дана неколико година у Карнеги Холу по инструкцијама њеног стрица Анђела Кансина, наступајући јавно још од шесте године.1926. наступа у La Fiesta, кратком филму компаније Ворнер Брос.
1927. када је Хејворт имала осам година, породица се преселила у Холивуд. Њен отац је био убеђен да тамо чека велика будућност плес на филму и да његова породица може бити део тога. Он оснива сопствени плесни студио, и Холивудски џет-сет укључујући Џејмса Кегнија и Џин Харлоу почињу са специјалним тренинзима у том студију. Током Велике депресије породичне инвестиције су пропале. Музичари више нису били у фокусу а комерцијални интереси са часове плеса код њеног оца су нестали. Хејворт се удружује са својим оцем формирајући плесну групу "Кансиноси". Пошто Хејворт није била пунолетна за рад у ноћним клубовима и баровима према закону Калифорније, она и њен отац су путовали преко границе у Тихуану, Мексико, популарном туристичком месту за грађане Лос Анђелеса 30-их година. Због свог посла, Хејворт није завршила средњу школу али ипак завршава девети разред у Лос Анђелесу. Добија мале улоге у филмовима Cruz Diablo (1934) који води до наредног In Caliente (1935) са мексичком глумицом Долорес Дел Рио. Хејворт је играла на местима као што су Foreign Club и Caliente Club и управо у овом другом бива виђена од директора Фокс Филм Корпорације, Винфилда Шихана. Неколико недеља касније Хејворт одрађује пробу за Фокс. Импресионирани са њеним филмским држањем Шихан потписује са њом шестомесечни уговором под именом Рита Кансино.

## Филмска каријера
Током њеног боравка у Фоксу, Хејворт се појавила у пет филмова, у малим улогама. Пред крај њеног шестомесечног уговора, Фокс се спаја 20th Century Fox, са Дерилом Зануком као главним продуцентом. Занук није обновио уговор са Хејворт. Сматрајући да Хејворт још увек има потенцијала, упркос избацивању са Фокса, продавац и промотер Едвард Џадсон, за кога се удала 1936, обезбеђује јој неколико улога у независним филмовима и аранжира јој пробу са Columbia Pictures. Шеф студија Хари Кон потписује са њом дугорочан уговор, давајући јој мале улоге у филмовима Columbia Pictures.
Обично играјући улоге егзотичних странкиња, Хејворт се појављује са малим улогама у филмовима Дантеов пакао из 1935, са Спенсером Трејсијем и Педи о Деј играјући Руску плесачицу. Била је Аргентинка у филму Under the Pampas Moon и Египатска лепотица у филму Charlie Chan in Egypt и коначно 1936. године добија главну улогу у филму Human Cargo.
Кон је сматрао да је слика Хејвортове на филму некако Медитеранска, те да због тога одише стереотипом егзотичних улога. Под управом Кона и Џадсона пролази кроз електролизу да прошири појаву њеног чела и подигне косу. Трансформише се у црвенокосу лепотицу и мења име у Рита Хејворт, користећи мајчино презиме.
1937. се појављује у пет мањих филмова Columbia Pictures и три независна филма. Следеће године Хејворт се појављује у још пет филмоваColumbia Pictures али Б категорије.1939 Кон врши притисак на Хауарда Хокса да употреби Хејворт за улогу у филмској драми Само анђели имају крила, у којем игра са Керијем Грантом и Џин Артур. Успех на биоскопским благајнама и писма упућена Хејвортовој од обожавалаца омогућава Кону да почне да гледа Хејворт као нову филмску звезду. Кон почиње да ангажује Риту за филмове као што су Music in My Heart, The Lady in Question и Angels Over Broadway. Позајмљује Хејворт конкурентској компанији Metro-Goldwyn-Mayer ради улоге у филму Susan and God, заједно са Џоан Крафорд.
Током позајмице у Warner Brothers, Хејворт се појављује у филму The Strawberry Blonde (1941), заједно са Џејмсом Кегнијем и Оливијом де Хевиленд. Успех на биоскопским благајнама увећава њену популарност и она брзо постаје једна од највреднијих ствари у Холивуду. Импресиониран је био студио Warner Brothers, толико да су желели да откупе њен уговор од Columbia Pictures. Њен успех је доводи до споредне улоге у филму Blood and Sand (1941), у којем играју Тајрон Пауер и Линда Дарнел. У једној од њених најбољих улога она игра Doña Sol des Muire једну од првих филмских сирена. Након овога, враћа се тријумфалну у Columbia Pictures где игра у мјузиклу
You'll Never Get Rich (1941) са Фредом Астером у једном од најскупљих филмова који је Columbia Pictures снимила. Филм је био толико успешан да је наредне године са Фредом Астером поново снимила филм You Were Never Lovelier.1942. године Хејворт се појављује у још два филма Tales of Manhattan и My Gal Sal.
Током тог периода Хејворт позира за Life Magazine, заводљиво у неглижеу у кревету. Када САД ступају у Други светски рат 1941, њене слике из магазине учиниле су је једном од две најатрактивнијих лепотица рата, заједно са Бети Грабл.
Три године за редом, почев од 1944, Рита Хејворт је била именована за једну највећих филмских атракција на свету.1944. године глуми у једном од својих најпознатијих филмова, мјузиклу Cover Girl, са Џином Келијем. Филм је учвршћује у звезде Columbia Pictures 40-их. Хејворт је била вична балету, игри и степовању. Кон је наставио да приказује њен таленат у још неколико филмова као што су: Tonight and Every Night (1945) са Ли Боуманом и Down to Earth (1947) са Лари Парксом.
Њен еротски изглед је био најпримећенији у црно-белом филму Чарлса Видора Gilda (1946), са Гленом Фордом, који је чак имао и проблема са цензуром. Рола у којој Хејворт у црном сатену изводи стриптиз са једном рукавицом, учинио ју је културном иконом и фаталном женом. Хејворт је глумила и извела невероватне кораке плеса - самбе у филму Tonight and Every Night (1945), док је била трудна са својим првим дететом, Ребеком Велс (ћерком Орсона Велса). Хејворт је била прва жена која је била плесни партнер и Фреду Астеру и Џину Келију на филму.
Једно од њених најбољих глумачких остварења је у филму Орсона Велса The Lady from Shanghai (1947). Њен следећи филм The Loves of Carmen (1948) опет са Гленом Фордом, је први филм у копродукцији Columbia Pictures и Хејвортове сопствене компаније,The Beckworth Corporation назване по њеној ћерци .
Хејворт је имала затегнуте односе са Columbia Pictures дуги низ година.1943. бива суспендована и без плата скоро девет недеља зато што одбија да сними филм Once Upon a Time.1945 Хејворт добија обавештење о суспензије од њених послодаваца, на дан када одлази да се породи у болницу у Холивуду.
1947. потписује нови уговор са Columbia Pictures који јој обезбеђује плату од 250.000 долара плус 50% од добити коју филм оствари.1942. се разводи од Џадсона и удаје за Али Кана. Опет је била суспендована због недоласка на снимање током рада на филму Affair in Trinidad, наводно се није слагала са сценаријом филма. 1955. изражава жељу да изађе из уговора тражећи да јој се исплати плата од 150.000 због тога што се снимање није догодило када се она сложила са тим. Тада је рекла "Била сам у Швајцарској када су ми послали сценарио филма Affair in Trinidad и ја сам га побацала свуд по соби“."Али сам снимила и тај филм а и филм Pal Joey"."Вратила сам се у Columbia Pictures пре свега да радим али сам морала да одрађујем проклети уговор, као да ме Хари Кон поседује“."Хари Кон је гледао на мене као на једну особу коју може увек да експлоатише и зарађује пуно новца“."И ја јесам зарадила много новца за њега али не и за себе“.
Хејворт је била узнемирена са догађањима у Columbia Pictures и њеним шефом Харијем Коном и много година након завршетка њене каријере односно све до смрти Кона."Сваки дан мог живота, ево како је било“."Била сам под ексклузивним уговором, као да ме поседују..."Мислим да је чак прислушкивао моју собу“."Био је веома посесиван, није желео да идем било где са неким, да има пријатеље“. Нико не може да живи тако. Тако да сам се борила са њим... Желите да знате шта мислим о Харију Кону?Мислим да је био чудовиште", говорила је Хејворт.
Други извор незадовољства Хејвортове била је неуспех студија да је научи да пева како је то она желела. Иако пева у неколико својих филмова углавном је то био рад дублера. Публика није знала дуго чувану тајну."Желела сам да учим певање"Хејворт се жалила али је Хари Кон стално понављао "Коме то треба" тако да студио није хтео да плати тако нешто.
Иако је Кон био тежак послодавац, имао је често легитимне критике упућене Хејвортовој. Он је у великој мери инвестирао у њу, пре него што је она започела несмотрену аферу са Алијем Каном, што је могло да изазове њен велики пад у свету филма и у Холивуду. Британске новине су чак позивале на бојкот њених филмова. Магазин Пипл је говорио "Холивуду се мора рећи да ће изгубити своју већ пољуљану репутацију и доћи до дна ако овакву несмотрену жену сматра звездом“. Кон је, такође, исказао своју фрустрацију овом ситуацијом у разговору за Магазин Тајм. "Хејворт је могла вредети данас 10 милиона долара. Она је поседовала 25% профита њене компаније и остваривала је успех за успехом, али је онда морала да се уда и морала је да изађе из бизниса, а затим су дошле и суспензије само зато што се она поново заљубила. За пет година, са два филма годишње и 25% профита, помислите шта је могла да има све, али она није снимала филмове. Имала је 3 до 4 суспензије. Била је повезивана са неколико личности! Непредвидиво".
Након пропасти њеног брака са Али Каном 1951. године, вратила се у Америку са великим фанфарама да глуми у низ хит филмова:
Affair in Trinidad (1952) са омиљеним партнером Гленом Фордом,Salome (1953) са Чарлсом Лотоном и Стјуартом Грејнџером и Miss Sadie Thompson (1953) са Хосе Ферером и Алдо Рејом, за који је добила одличне критике. Затим је била ван филмског платна наредне 4 године због бурног брака са певачем и глумцем Диком Хајмсом. Након филма Fire Down Below (1957) са Робертом Мичамом и Џеком Лемоном, и њеног последњег мјузикла Pal Joey (1957) са Френком Синатром и Ким Новак, Хејворт коначно напушта Columbia Pictures. Добија добре критике за улоге у филмовима Separate Tables (1958) са Бертом Ланкастером и Дејвидом Нивеном, и The Story on Page One (1960) са Ентони Франсиозом, и наставља са радом током 60-их. Године 1962. њен Бродвејски деби у представи Step on a Crack бива отказан због непознатих здравствених проблема.
Наставља да глуми у филмовима до раних 70-их. Њен последњи филм је био The Wrath of God (1972).

## Физички изглед
Хејворт је била врх гламура 40-их, пин ап девојка за војнике и симбол лепоте за жене. Са 168 cm и 55 kg била је довољно висока да би била брига за партнере на филму као што је био Фред Астер. Хејворт је велики пробој у свету филма направила управо када је променила боју своје косе, што многе глумице њеног времена нису желеле да учине. Она је наводно променила осам пута боју косе за осам различитих филмова.
1949. њене усне су проглашене за најбоље на свету од стране Лиге уметника Америке. Имала је модни уговор са Макс Фактором да промовише своје Tru-Color кармин и Pan-Stik шминку.
Барбара Леминг пише у њеној биографији о Хејвортовој If This Was Happiness: A Biography of Rita Hayworth (1989), да је Хејворт због конзумирања алкохола и бурног животног стила остарила пре времена. Поновним појављивањем у Њујорку због рада на првом филму након три године 1956 „упркос вешто стављеној шминки и дугој лепој црвеној коси, нису се могле прикрити последице испијања алкохола и стреса. То се видело кроз дубоке редове око њених очију и уста, а она би се појављивала исцрпљена и много старија од њених 38 година“. Леминг наставља да извештава да је током снимања филма Fire Down Below Хејворт чула примедбе које нису биле упућене њеним ушима а које говоре како треба да пожури јер неће изгледати млађе с временом. Поред тога док је у Сан Франциску снимала филм Pal Joey док је давала аутограме један обожавалац је промрмљао „она изгледа тако старо“. Први извештај је гласио како је она заплакала због тога, иако је то демантовала касније. Међутим било је јасно да њено прерано старење представља осетљиву тему за њу. То је такође значило и да ће она бити пажљиво осветљена на филму до краја своје каријере.

## Филмографија
| Улоге  |                         |               |                             |          |
| Година | Српски назив            | Изворни назив | Улога                       | Напомена |
| 1926.  |                         |               |                             |          |
| 1935.  |                         |               | -                           |          |
| 1935.  |                         |               | Кармен                      |          |
| 1935.  |                         |               | Најда                       |          |
| 1935.  |                         |               | плесачица                   |          |
| 1935.  |                         |               | Тамара Петрович             |          |
| 1936.  |                         |               | Кармен Зоро                 |          |
| 1936.  |                         |               |                             |          |
| 1936.  |                         |               | Марија Марингола            |          |
| 1936.  |                         |               | Пола Кастиљо                |          |
| 1937.  |                         |               | Анђела Гонзалес             |          |
| 1937.  |                         |               | Рита                        |          |
| 1937.  |                         |               | Кармен Серано               |          |
| 1937.  |                         |               | Рита                        |          |
| 1937.  |                         |               | Су Колинс                   |          |
| 1937.  |                         |               | Бети Холанд                 |          |
| 1937.  |                         |               | Бети Морган                 |          |
| 1937.  |                         |               | Мери Гилеспи                |          |
| 1938.  |                         |               | Гејл Престон                |          |
| 1938.  |                         |               | Патриша Лејн                |          |
| 1938.  |                         |               | Мери                        |          |
| 1938.  |                         |               | Џери Вилер                  |          |
| 1938.  |                         |               | Марша Адамс                 |          |
| 1938.  |                         |               | Џудит Алварез               |          |
| 1939.  |                         |               | Ј. Г. Билс                  |          |
| 1939.  |                         |               | Карен                       |          |
| 1939.  | Само анђели имају крила |               | Џудит „Џуди“ Макферсон      |          |
| 1940.  |                         |               | Патриша „Патси“ О’Мали      |          |
| 1940.  |                         |               | Џоун Форестер               |          |
| 1940.  |                         |               | Линора Стабс                |          |
| 1940.  |                         |               | Натали Роген/Џин Рени       |          |
| 1940.  |                         |               | Нина Бароне                 |          |
| 1941.  |                         |               | Вирџинија Браш Барнстид     |          |
| 1941.  |                         |               | Ајрин Малком/госпођа Мердок |          |
| 1941.  |                         |               |                             |          |
| 1941.  |                         |               | Шила Винтроп                |          |
| 1942.  |                         |               | Сали Елиот                  |          |
| 1942.  | Приче са Менхетна       |               | Етел Холовеј                |          |
| 1942.  |                         |               | Марија Акуња                |          |
| 1944.  |                         |               | Расти Паркер/Марибел Хикс   |          |
| 1945.  |                         |               | Розалинд Брус               |          |
| 1946.  | Гилда                   |               | Гилда Мундсон Фарел         |          |
| 1947.  |                         |               | Terpsichore/Кити Пендлтон              |          |
| 1947.  |                         |               | Елса „Розали“ Банистер      |          |
| 1948.  |                         |               | Кармен Гарсија              |          |
| 1952.  |                         |               | Крис Емери                  |          |
| 1953.  |                         |               | принцеза Салом              |          |
| 1953.  |                         |               | Сејди Томпсон               |          |
| 1957.  |                         |               | Ирена                       |          |
| 1957.  |                         |               | Вера Симпсон                |          |
| 1958.  | Одвојени столови        |               | Ен Шанкланд                 |          |
| 1959.  |                         |               | Аделејд Гери                |          |
| 1959.  |                         |               | Џозефин „Џо“ Браун Морис    |          |
| 1962.  |                         |               | Ив Луис                     |          |
| 1964.  |                         |               | Лили Алфредо                |          |
| 1965.  |                         |               | Розали Кели                 |          |
| 1966.  |                         |               | Маник Маркос                |          |
| 1967.  |                         |               | тетка Катерина              |          |
| 1968.  |                         |               | Марта                       |          |
| 1970.  |                         |               | Мара                        |          |
| 1971.  |                         |               | госпођа Голден              |          |
| 1972.  |                         |               | сењора Де Ла Плата          |          |